# Leonard Andaya
Leonard Y. Andaya (ur. 1942) – amerykański historyk zajmujący się historią Azji Południowo-Wschodniej. Specjalizuje się w dziejach Malezji, Indonezji, południowych Filipin i południowej Tajlandii. Profesor historii na Uniwersytecie Hawajskim w Mānoa.
W 1965 roku uzyskał bakalaureat z historii na Uniwersytecie Yale. W 1969 roku zdobył magisterium z historii Azji Południowo-Wschodniej na Uniwersytecie Cornella, a w 1971 roku doktoryzował się na tejże uczelni.

## Wybrane publikacje[2]
- The Kingdom of Johor (1975)
- The Heritage of Arung Palakka: History of South Sulawesi (Celebes) in the Seventeenth Century (1981)
- History of Malaysia (współautorstwo: Barbara Watson Andaya, 1982, wyd. popr., 2000)
- The World of Maluku: Eastern Indonesia in the Early Modern Period (1993)
- Leaves of the Same Tree: Trade and Ethnicity in the Straits of Melaka (2008)